# 埃登·麦克格迪
艾登·麥基迪（英語：Aiden McGeady，1986年4月4日—）生於格拉斯哥卢森格林（Rutherglen），是一名蘇格蘭出生的愛爾蘭職業職業足球員，司職中場，主要在左翼位活動，現效力於蘇超球會希伯尼安。麦克格迪的父母同為蘇格蘭人，在蘇格蘭出生及成長，但他選擇代表愛爾蘭在國際賽上陣。
麥基迪的父親約翰（John McGeady）曾效力錫菲聯，司職右翼，因連串膝傷而退役。

## 生平

### 青少年
麥基迪自小已表現出非凡的球技，輕易控制網球超過500次踢球不墜地，而較小的高爾夫球則為200次，在父親嚴格訓練下，麥基迪左右腳運用自如。麥基迪小學就讀聖母傳教小學（Our Lady of the Missions Primary school），就近升讀位於格拉斯哥南部的聖彌安高校（St Ninian's High School）。
麥基迪6歲時隨友人加入巴斯比男童會（Busby Boys' Club），參加7人足球賽。兩三年後加入高文希尔幼狮（Govanhill Cubs）及代表學校在周末及周日進行足球比賽。9歲時獲選加入格拉斯哥小學代表隊（Glasgow primary schools team）。其後麥基迪加盟（Queen's Park）。期間不斷有英格蘭大球會的球探到來觀察麥基迪，而麥基迪亦曾到不同的球會試腳，包括阿森纳及，但麥基迪的父親在16歲時加盟錫菲聯後曾患思鄉病，故此堅持兒子需留在格拉斯哥及完成基本課程才可簽訂職業球員合約。最終麥基迪選擇加盟兒時已支持的些路迪，簽署學童合約，待年滿16歲即轉為全職球員。
在麥基迪只有14歲時，已開始厚酬贊助，但今天麥基迪卻與彪馬簽訂球靴合約。

### 球會
些路迪
2002年當麥基迪年滿16歲即全身加入些路迪，首先在U-19磨練球技。翌年晉升U-21，在季末些路迪已篤定奪得聯賽冠軍後，部分年青球員獲挑選加入成為一隊後備，麥基迪是其中之一。麥基迪在2004年4月25日首度披甲代表些路迪在蘇超作客出戰，開賽僅17分鐘即為球隊先開紀錄兼射入個人首個聯賽入球，賽後獲選為是場最佳表現球員。由於表現出色，些路迪在6月與麥基迪簽署4年新約。
麥基迪在中場持續有穩定的演出，導致巴西名將亦因未能掙到正選而下堂求去。2005年夏季領隊辭職，由戈登·斯特拉坎接任，麥基迪在史特根領導下最初被投閒置散，其後才獲得信任，在史特根的激勵下最終大放異采。2006年1月在操練時受傷需休戰8週。2006年9月23日些路迪2-0擊敗，麥基迪的演出獲得史特根高度讚譽。麥基迪雖然已穩坐正選席位，他仍然穿著最初獲發的46號球衣。2007年2月6日麥基迪同意將合約延長多4年。
2007/08年球季麥基迪的表現更進一步，經常獲得傳媒的稱讚。
麥基迪整季表現傑出，尤以在歐聯的演出更為出色，麥基迪首先在11月6日主場1-0擊敗時射入唯一的入球保持些路迪晉級的機會，史特根賽後大讚麥基迪。11月28日主場2-1反勝，麥基迪在完場前傳球給射入致勝球。12月11日回到聯賽，麥基迪在主場大勝連中三元。2008年2月20日歐聯16強淘汰階段首回合些路迪主場2-3僅負於巴塞罗那，麥基迪傅中給（Barry Robson）頂入再度領前的第二球。賽前巴塞隆拿的阿根廷小將曾指麥基迪是些路迪陣中最危險的一員。
2008年4月15日在包辦大部分重要獎項的首屆「蘇超頒獎禮」（Clydesdale Bank Premier League Awards）中，麥基迪獲得「年度最佳青年球員」。4月20日麥基迪同時獲得蘇格蘭PFA足球先生及蘇格蘭PFA青年球員，是繼2006年前隊友（Shaun Maloney）後的第一人。12月16日麥基迪在上週六1-1賽和後與領隊發生爭執，被球隊罰款兩週薪金及停賽兩場，錯過12月27日的老字號大戰。
莫斯科斯巴達
2010年8月13日麥基迪與莫斯科斯巴達達成協議，以950萬英鎊轉會費加盟這支去屆俄超亞軍球隊，是蘇格蘭歷來最高身價的出口球員，簽約四年半。
艾佛頓
2014年1月，麥基迪以一份为期四年半的合同加盟英超的埃弗顿。

### 國家隊
麥基迪仍效力昆士柏時，曾代表蘇格蘭到巴黎參加一項中學國際足球錦標賽，對手包括巴西、阿根廷及英格蘭，當時他還是一名小學生。其後麥基迪加盟些路迪，球隊不准許學員參加就讀學校的足球隊，而蘇格蘭學童隊則不允許沒有代表校隊的球員入選。愛爾蘭由於大部分球員為外流球員，故沒有類似規定，當查到麥基迪的祖父母來自愛爾蘭的多尼戈爾郡，帕基·邦納隨即致電邀請年僅15歲的麥基迪到愛爾蘭參加一場練習賽，感覺良好的麥基迪其後代表愛爾蘭的U-15、U-16、U-17及U-19比賽，完全溶入愛爾蘭的國際賽體系內。些路迪的青年發展主管兼蘇格蘭助理領隊湯美·賓斯（Tommy Burns）曾帶年僅16歲的麥基迪及其父親與當時蘇格蘭的領隊會面，希望說服麥基迪重回蘇格蘭，但年紀小小的麥基迪已下定決心代表愛爾蘭。
麥基迪在2004年獲召加入愛爾蘭大國腳，6月2日在的山谷球場（The Valley）出戰牙買加，在比賽末段後補上陣。麥基迪於8月17日才首次代表愛爾蘭U-21出戰保加利亞U-21，以3-2獲勝。

## 榮譽
效力：
- 蘇格蘭超級聯賽冠軍（2）：2005/06年、2006/07年、2007/08年；
- 蘇格蘭聯賽盃（1）：2006年、2009年；
- 蘇格蘭足總盃（2）：2005年、2007年。

### 個人獎項
在18歲處子登場後所獲得的個人獎項：
- 2004年12月：蘇超每月最佳球員[29]
- 2004/05年球季：些路迪年度最佳青年球員
- 2005年11月：蘇超每月最佳青年球員[30]
- 2005/06年球季：些路迪年度最佳青年球員
- 2006年8月：蘇超每月最佳青年球員[31]
- 2006年9月：蘇超每月最佳青年球員[32]
- 2006年10月：蘇超每月最佳青年球員
- 2006/07年球季：些路迪年度最佳青年球員
- 2007年11月：蘇超每月最佳球員[33]
- 2008年2月：蘇超每月最佳球員[34]
- 2007/08年球季：蘇超年度最佳青年球員
- 2007/08年球季：蘇格蘭PFA足球先生及蘇格蘭PFA青年球員

## 註腳
1. ↑   (PDF). Premier League. 2014-02-04: 12  [2014-02-09]. （原始内容 (PDF)存档于2014-03-16）.
2. ↑  . www.SpartakMoscow.com.   [2013-07-30]. （原始内容存档于2019-04-15）.
3. 1 2 3  Bhoy who would be king[]
4. ↑  .   [2008-04-21]. （原始内容存档于2020-09-04）.
5. ↑  .   [2008-04-21]. （原始内容存档于2016-03-07）.
6. ↑  .   [2008-04-21]. （原始内容存档于2016-03-07）.
7. ↑  .   [2008-04-21]. （原始内容存档于2018-01-28）.
8. ↑  .   [2008-04-21]. （原始内容存档于2016-03-07）.
9. ↑  .   [2008-04-21]. （原始内容存档于2016-03-07）.
10. ↑  .   [2008-04-21]. （原始内容存档于2016-03-07）.
11. ↑  .   [2008-04-21]. （原始内容存档于2016-03-10）.
12. ↑  .   [2008-04-21]. （原始内容存档于2020-10-24）.
13. ↑  .   [2008-04-21]. （原始内容存档于2016-03-08）.
14. ↑  .   [2008-04-21]. （原始内容存档于2016-03-10）.
15. ↑  .   [2008-04-21]. （原始内容存档于2019-03-27）.
16. ↑  .   [2008-04-21]. （原始内容存档于2018-07-08）.
17. ↑  .   [2008-04-21]. （原始内容存档于2016-03-07）.
18. ↑  .   [2008-04-21]. （原始内容存档于2020-09-03）.
19. ↑  .   [2008-04-21]. （原始内容存档于2018-10-14）.
20. ↑  .   [2008-04-21]. （原始内容存档于2012-10-25）.
21. ↑  .   [2008-04-21]. （原始内容存档于2008-06-05）.
22. ↑  .   [2008-04-21]. （原始内容存档于2008-07-24）.
23. ↑  .   [2008-04-21]. （原始内容存档于2012-10-25）.
24. ↑  （英文） McGeady handed Celtic suspension （页面存档备份，存于），12月16日，BBC Sport，於2008年12月17日查閱
25. ↑  . BBC Sport. 2010-08-13  [2010-08-13]. （原始内容存档于2020-12-06） （英语）.
26. ↑  .   [2008-04-21]. （原始内容存档于2006-06-02）.
27. ↑  .   [2008-04-22]. （原始内容存档于2016-03-07）.
28. ↑  .   [2008-04-22]. （原始内容存档于2018-07-12）.
29. ↑  .   [2008-04-21]. （原始内容存档于2016-03-07）.
30. ↑  .   [2008-04-21]. （原始内容存档于2016-03-10）.
31. ↑  .   [2008-04-21]. （原始内容存档于2016-03-07）.
32. ↑  .   [2008-04-21]. （原始内容存档于2019-06-28）.
33. ↑  .   [2008-04-21]. （原始内容存档于2018-10-02）.
34. ↑  .   [2008-04-21]. （原始内容存档于2018-10-02）.

## 外部連結
- 足球数据库：Aiden McGeady的球员统计数据
- 埃登·麦克格迪個人官網
- 埃登·麦克格迪簡介